# Sarah Hammer
Sarah Hammer (Redondo Beach (Californië), 18 augustus 1983) is een Amerikaanse wielrenster gespecialiseerd in het baanwielrennen.
Hammer begon met wielrennen toen ze acht jaar oud was. In 2001 behaalde ze een tweede plaats op de achtervolging bij het wereldkampioenschap baanwielrennen voor junior dames. Na twee jaar te hebben gereden bij de elite dames stopt Hammer met wielrennen in 2003. Ze besluit weer te gaan rijden wanneer ze haar oud-ploeggenoten aan het werk ziet tijdens de Olympische Zomerspelen van 2004 in Athene.
Na haar comeback in het wielrennen wint Hammer vier wereldtitels op de achtervolging in 2006, 2007, 2010 en 2011. Tijdens de Olympische Zomerspelen van 2008 in Peking behaalde Hammer een vijfde plaats op de achtervolging en wist ze niet te finishen op de puntenkoers. Gedurende de Olympische Zomerspelen van 2012 in Londen kwam Hammer uit op het omnium en de ploegenachtervolging en behaalde in beide disciplines zilver.
Hammer is wereldrecordhoudster op de 3 km achtervolging en voormalig wereldrecordhoudster ploegenachtervolging samen met Dotsie Bausch en Lauren Tamayo.

## Palmares

### Baanwielrennen
| Jaar       | AK                                              | WK                                           | Overig                                                                      |
| Als junior | Als junior                                      | Als junior                                   | Als junior                                                                  |
| ---------- | ----------------------------------------------- | -------------------------------------------- | --------------------------------------------------------------------------- |
| 2001       |                                                 | achtervolging                                |                                                                             |
| Als elite  |                                                 |                                              |                                                                             |
| 2002       |                                                 |                                              | WB Sydney: puntenkoers                                                      |
| 2003       |                                                 |                                              |                                                                             |
| 2004       |                                                 |                                              |                                                                             |
| 2005       | achtervolging puntenkoers · scratch             |                                              | WB Manchester: puntenkoers                                                  |
| 2006       | achtervolging puntenkoers scratch · ploegsprint | achtervolging                                | WB Los Angeles: achtervolging en scratch                                    |
| 2007       | ploegenachtervolging                            | achtervolging                                | WB Los Angeles: achtervolging, puntenkoers en scratch                       |
| 2008       |                                                 | achtervolging                                |                                                                             |
| 2009       |                                                 |                                              |                                                                             |
| 2010       |                                                 | achtervolging                                | WB Cali: omnium                                                             |
| 2011       | achtervolging ploegenachtervolging              | achtervolging · ploegenachtervolging, omnium | WB Manchester: omnium WB Cali: omnium                                       |
| 2012       |                                                 | omnium                                       | Olympische spelen: · omnium · ploegenachtervolging                          |
| 2013       |                                                 | achtervolging omnium                         | US GP: omnium en puntenkoers WB Aguascalientes: omnium                      |
| 2014       |                                                 | omnium · achtervolging                       | Los Angeles: omnium                                                         |
| 2015       |                                                 |                                              | Pan-Amerikaanse Spelen: · omnium · ploegenachtervolging · Redmond: · omnium |
| 2016       |                                                 | ploegenachtervolging · omnium                |                                                                             |